# Liste der Gemeinden im Landkreis Aurich

Karte des Landkreises Aurich

Die Liste der Gemeinden im Landkreis Aurich gibt einen Überblick über die 24 kleinsten Verwaltungseinheiten des Landkreises. Vier der Gemeinden sind Städte. Aurich und Norden sind Mittelstädte, Norderney und Wiesmoor sind Kleinstädte. Die Orte Greetsiel (Gemeinde Krummhörn), Hage, Marienhafe, Nesse (Gemeinde Dornum) und Pewsum (Gemeinde Krummhörn) sind stadtähnliche Siedlungen mit Marktrecht, sogenannte Flecken.
In seiner heutigen Form entstand der Landkreis Aurich im Zuge der niedersächsischen Kreisreform 1977/78. Der Landkreis wurde aus den Landkreisen Aurich und Norden gebildet. Die heutige Gemeindegliederung war im Jahr 1980 abgeschlossen. Bei den Gemeinden ist vermerkt, zu welchem Landkreis der Hauptort der Gemeinde vor der Gebietsreform gehörte. Bei den Teilorten der Gemeinden ist das Jahr vermerkt, in dem diese der Gemeinde beitraten. Bei den Teilorten, die vor der Gebietsreform zu einem anderen Landkreis gehörten als der Hauptort der heutigen Gemeinde, ist auch dieses vermerkt.

## Beschreibung
Weiter gegliedert werden kann der Landkreis in zwei Samtgemeinden:
- Samtgemeinde Brookmerland: mit den Gemeinden Marienhafe, Leezdorf, Osteel, Rechtsupweg, Upgant-Schott und Wirdum;
- Samtgemeinde Hage: mit den Gemeinden Hage, Berumbur, Hagermarsch, Halbemond und Lütetsburg;

Die Städte Aurich, Norden, Norderney und Wiesmoor sind wie die Gemeinden Baltrum, Dornum, Großefehn, Großheide, Hinte, Ihlow, Juist, Krummhörn und Südbrookmerland Einheitsgemeinden.
Der Landkreis hat eine Gesamtfläche von 1287,22 Quadratkilometern. Die größte Fläche innerhalb des Landkreises hat die Stadt Aurich mit 197,21 Quadratkilometern. Es folgen die Gemeinden Krummhörn mit 159,2 Quadratkilometern, Großefehn mit 127,25 Quadratkilometern, Ihlow mit 123,0 Quadratkilometern und die Stadt Norden mit 104,39 Quadratkilometern. Je eine Gemeinde hat eine Fläche die größer ist als 90 Quadratkilometer, 80 Quadratkilometer (die Stadt Wiesmoor), 70 Quadratkilometer, 60 Quadratkilometer, beziehungsweise 40 Quadratkilometer. Drei Gemeinden haben eine Fläche von über 20 Quadratkilometern, darunter die Stadt Norderney, fünf Gemeinden sind über 10 Quadratkilometer groß und sechs Gemeinden sind kleiner als 10 Quadratkilometer. Die kleinsten Flächen haben die Gemeinden Berumbur mit 6,42 Quadratkilometern, Rechtsupweg mit 5,13 Quadratkilometern und Marienhafe mit 4,06 Quadratkilometern. Das gemeindefreie Gebiet, die Insel Memmert hat eine Größe von 5,17 Quadratkilometern.
Den größten Anteil an der Bevölkerung des Landkreises von 188.960 Einwohnern haben die Städte Aurich mit 42.394 Einwohnern und Norden mit 25.093 Einwohnern, gefolgt von der Gemeinde Südbrookmerland mit 18.413 Einwohnern. Vier Gemeinden, darunter die Stadt Wiesmoor, haben über 10.000 Einwohner. Weitere vier Gemeinden, darunter die Stadt Norderney, haben über 5000 Einwohner. Zehn Gemeinden haben zwischen 1000 und 5000 Einwohner. Die drei von der Einwohnerzahl her kleinsten Gemeinden haben unter 1000 Einwohner; das sind die Gemeinden Lütetsburg mit 728 Einwohnern, Baltrum mit 496 und Hagermarsch mit 406 Einwohnern.
Der gesamte Landkreis Aurich hat eine Bevölkerungsdichte von 147 Einwohnern pro Quadratkilometer. Die größte Bevölkerungsdichte innerhalb des Kreises haben die flächenmäßig kleinsten Gemeinden, Marienhafe mit 618 Einwohnern pro Quadratkilometer, Rechtsupweg mit 394 und Berumbur mit 417 gefolgt von Hage mit 397. Vier Gemeinden haben eine Bevölkerungsdichte von über 200, darunter die Städte Norden, Norderney und Aurich. In zehn Gemeinden liegt die Bevölkerungsdichte zwischen 100 und 200. In fünf dieser zehn Gemeinden, darunter die Stadt Wiesmoor ist die Bevölkerungsdichte höher als der Landkreisdurchschnitt von 147. Die restlichen sechs Gemeinden haben eine Bevölkerungsdichte unter 100 Einwohner pro Quadratkilometer. Die am dünnsten besiedelten Gemeinden sind Dornum mit 57, Lütetsburg mit 44 und Hagermarsch mit 18 Einwohnern pro Quadratkilometer.

## Legende
- Gemeinde: Name der Gemeinde beziehungsweise Stadt und Angabe, zu welchem Landkreis der namensgebende Ort der Gemeinde vor der Gebietsreform gehörte
- Teilorte: Aufgezählt werden die ehemals selbständigen Gemeinden der Verwaltungseinheit. Dazu ist das Jahr der Eingemeindung angegeben. Bei den Teilorten, die vor der Gebietsreform zu einem anderen Landkreis gehörten als der Hauptort der heutigen Gemeinde, ist auch dieses vermerkt
- Samtgemeinde: Zeigt die Zugehörigkeit zu einer der Samtgemeinden
- Wappen: Wappen der Gemeinde beziehungsweise Stadt
- Karte: Zeigt die Lage der Gemeinde beziehungsweise Stadt im Landkreis
- Fläche: Fläche der Stadt beziehungsweise Gemeinde, angegeben in Quadratkilometer
- Einwohner: Zahl der Menschen die in der Gemeinde beziehungsweise Stadt leben (Stand: 31. Dezember 2023[1])
- EW-Dichte: Angegeben ist die Einwohnerdichte, gerechnet auf die Fläche der Verwaltungseinheit, angegeben in Einwohner pro Quadratkilometer (Stand: 31. Dezember 2023[2])
- Höhe: Höhe der namensgebenden Ortschaft beziehungsweise Stadt in Meter über Normalnull
- Bild: Bild aus der jeweiligen Gemeinde beziehungsweise Stadt

## Gemeinden
| Gemeinde | Teilorte | Samtgemeinde | Wappen                              | Karte                                                              | Fläche   | Einwohner | EW- Dichte | Höhe | Bild |
| --- | --- | ------------ | ----------------------------------- | ------------------------------------------------------------------ | -------- | --------- | ---------- | ---- | --- |
| Landkreis Aurich | |              | Wappen des Landkreises Aurich       | Lage des Landkreises Aurich in Niedersachsen                       | 1.287,22 | 188,960   | 147        |      | typisch für den Landkreis Aurich – Fehnkanäle und Windmühlen |
| Aurich (Stadt) (gehörte vor der Gebietsreform zum Landkreis Aurich (Ostfriesland)) | Aurich Brockzetel (1972) Dietrichsfeld (1972) Egels (1972) Extum (1972) Georgsfeld (1972) Haxtum (1972) Kirchdorf (1972) Langefeld (1972) Middels (1972) Pfalzdorf (1972) Plaggenburg (1972) Popens (1972) Rahe (1972) Sandhorst (1972) Schirum (1972) Spekendorf (1972) Tannenhausen (1972) Walle (1972) Wallinghausen (1972) Wiesens (1972) |              | Wappen der Stadt Aurich             | Lage der Stadt Aurich im Landkreis Aurich                          | 197,21   | 42,394    | 215        | 4    | Aurich Ostfriesische Landschaft |
| Baltrum (gehörte vor der Gebietsreform zum Landkreis Norden) | Baltrum |              | Wappen der Gemeinde Baltrum         | Lage der Gemeinde Baltrum im Landkreis Aurich                      | 6,5      | 496       | 76         | 5    | Luftbild von Baltrum |
| Berumbur (gehörte vor der Gebietsreform zum Landkreis Norden) | Berumbur | Hage         | Wappen der Gemeinde Berumbur        | Lage der Gemeinde Berumbur im Landkreis Aurich                     | 6,42     | 2.679     | 417        | 3    | AWO Kindergarten Berumbur-Kleinheide |
| Dornum (gehörte vor der Gebietsreform zum Landkreis Norden) | Dornum Dornumersiel Nesse (Flecken) (war von 1972 bis 2001 eine Samtgemeinde) |              | Wappen der Gemeinde Dornum          | Lage der Gemeinde Dornum im Landkreis Aurich                       | 76,78    | 4.386     | 57         | 0    | Norderburg in Dornum · Luftbild von Dornumersiel |
| Großefehn (gehörte vor der Gebietsreform zum Landkreis Aurich (Ostfriesland)) | Akelsbarg Aurich-Oldendorf Bagband Felde Fiebing Holtrop Mittegroßefehn Ostgroßefehn Spetzerfehn Strackholt Ulbargen Timmel Westgroßefehn Wrisse (Zusammenschluss 1972) |              | Wappen der Gemeinde Großefehn       | Lage der Gemeinde Großefehn im Landkreis Aurich                    | 127,25   | 14,046    | 110        | 5    | Fehnkanal in Westgroßefehn |
| Großheide (gehörte vor der Gebietsreform zum Landkreis Norden) | Großheide Arle (1972) Berumerfehn (1972) Menstede-Coldinne (1972) Westerende (1972) Großheide, Arle, Berumerfehn und Menstede-Coldinne bildeten von 1971 bis 1972 die Samtgemeinde Berumerfehn. |              | Wappen der Gemeinde Großheide       | Lage der Gemeinde Großheide im Landkreis Aurich                    | 69,32    | 8.353     | 120        | 3    | Berumerfehner Moor |
| Hage (Flecken) (gehörte vor der Gebietsreform zum Landkreis Norden) | Hage Berum (1972) Blandorf-Wichte (1972) | Hage         | Wappen der Gemeinde Hage            | Lage der Gemeinde Hage im Landkreis Aurich                         | 16,62    | 6.594     | 397        | 1    | Magda Heyken Haus Hage |
| Hagermarsch (gehörte vor der Gebietsreform zum Landkreis Norden) | Hagermarsch Junkersrott (1972) | Hage         | Wappen der Gemeinde Hagermarsch     | Lage der Gemeinde Hagermarsch im Landkreis Aurich                  | 22,32    | 406       | 18         | 2    | Luftaufnahmen Nordseekueste 2013 05 by-RaBoe 406 |
| Halbemond (gehörte vor der Gebietsreform zum Landkreis Norden) | Halbemond | Hage         | Wappen der Gemeinde Halbemond       | Lage der Gemeinde Halbemond im Landkreis Aurich                    | 6,55     | 958       | 146        | 1    | |
| Hinte (gehörte vor der Gebietsreform zum Landkreis Norden) | Hinte Canhusen (1972) Cirkwehrum (1972) Groß Midlum (1972) Loppersum (1972) Osterhusen (1972) Suurhusen (1972) Westerhusen (1972) |              | Wappen der Gemeinde Hinte           | Lage der Gemeinde Hinte im Landkreis Aurich                        | 48,06    | 7.242     | 151        | 0    | Glockenturm der Kirche von Hinte · Kirche von Suurhusen – mit dem schiefsten Kirchturm der Welt |
| Ihlow (gehörte vor der Gebietsreform zum Landkreis Aurich (Ostfriesland)) | Bangstede Barstede Ihlowerfehn Ihlowerhörn Ludwigsdorf Ochtelbur Ostersander Riepe Riepster Hammrich Simonswolde Westerende-Holzloog Westerende-Kirchloog (Zusammenschluss 1972) |              | Wappen der Gemeinde Ihlow           | Lage der Gemeinde Ihlow im Landkreis Aurich                        | 123,0    | 12,461    | 101        | 0    | Modell der Klosterkirche des ehemaligen Klosters Ihlow |
| Juist (gehörte vor der Gebietsreform zum Landkreis Norden) | Juist Loog |              | Wappen der Gemeinde Juist           | Lage der Gemeinde Juist im Landkreis Aurich                        | 16,43    | 1.158     | 70         | 3    | das neue Seezeichen am Hafen – ein Wahrzeichen von Juist · Der Hammersee im Winter |
| Krummhörn (gehörte vor der Gebietsreform zum Landkreis Norden) | Pewsum (Flecken) Campen Canum Eilsum Freepsum Greetsiel (Flecken) Grimersum Groothusen Hamswehrum Jennelt Loquard Manslagt Pilsum Rysum Upleward Uttum Visquard Woltzeten Woquard (Zusammenschluss 1972) |              | Wappen der Gemeinde Krummhörn       | Lage der Gemeinde Krummhörn im Landkreis Aurich                    | 159,2    | 11,349    | 71         | 0    | Zwillingsmühlen in Greetsiel · Pilsumer Leuchtturm |
| Leezdorf (gehörte vor der Gebietsreform zum Landkreis Norden) | Leezdorf | Brookmerland | Wappen der Gemeinde Leezdorf        | Lage der Gemeinde Leezdorf im Landkreis Aurich                     | 8,45     | 1.808     | 214        | 1    | LeezdorfMühleHof |
| Lütetsburg (gehörte vor der Gebietsreform zum Landkreis Norden) | Lütetsburg | Hage         | Wappen der Gemeinde Lütetsburg      | Lage der Gemeinde Lütetsburg im Landkreis Aurich                   | 16,73    | 728       | 44         | 0    | Schloss Lütetsburg |
| Marienhafe (Flecken) (gehörte vor der Gebietsreform zum Landkreis Norden) | Marienhafe Tjüche (1973) | Brookmerland | Wappen der Gemeinde Marienhafe      | Lage der Gemeinde Marienhafe im Landkreis Aurich                   | 4,06     | 2.510     | 618        | 0    | Störtebekerdenkmal in Marienhafe – Störtebeker soll in Marienhafe Unterschlupf gefunden haben · die Kirche von Marienhafe vordem teilweisen Abriss – damals auch ein wichtiges Seezeichen                                                            |
| Norden (Stadt) (gehörte vor der Gebietsreform zum Landkreis Norden) | Norden Tidofeld (1952; gehörte vorher zur Gemeinde Lütetsburg) Bargebur (1972; gehörte vorher zur Gemeinde Lütetsburg) Leybuchtpolder (1972) Neuwesteel (1972) Norddeich (1972; hieß bis 1972 Lintelermarsch) Ostermarsch (1972) Süderneuland I (1972) Süderneuland II (1972) Westermarsch I (1972) Westermarsch II (1972)                    |              | Wappen der Stadt Norden             | Lage der Stadt Norden im Landkreis Aurich                          | 104,39   | 25,093    | 240        | 10   | Ludgerikirche Norden · Teemuseum Norden |
| Norderney (Stadt) (gehörte vor der Gebietsreform zum Landkreis Norden) | Norderney Fischerhafen Nordhelm |              | Wappen der Stadt Norderney          | Lage der Stadt Norderney im Landkreis Aurich                       | 26,29    | 5.309     | 202        | 5    | Kap auf Norderney – ein altes Seezeichen |
| Osteel (gehörte vor der Gebietsreform zum Landkreis Norden) | Osteel | Brookmerland | Wappen der Gemeinde Osteel          | Lage der Gemeinde Osteel im Landkreis Aurich                       | 19,9     | 2.024     | 102        | 1    | Denkmal für David (1564–1617, Theologe und Kartograph) und Johann Fabricius (1587–1617, Astronom) auf dem Friedhof in Osteel |
| Rechtsupweg (gehörte vor der Gebietsreform zum Landkreis Norden) | Rechtsupweg | Brookmerland | Wappen der Gemeinde Rechtsupweg     | Lage der Gemeinde Rechtsupweg im Landkreis Aurich                  | 5,13     | 2.021     | 394        | 1    | |
| Südbrookmerland (gehörte vor der Gebietsreform zum Landkreis Aurich (Ostfriesland)) | Bedekaspel Forlitz-Blaukirchen Moordorf Moorhusen Münkeboe Oldeborg Theene Uthwerdum Victorbur Wiegboldsbur (Zusammenschluss 1972) |              | Wappen der Gemeinde Südbrookmerland | Lage der Gemeinde Südbrookmerland im Landkreis Aurich              | 96,8     | 18,413    | 190        | 3    | im Moormuseum Moordorf · Großes Meer |
| Upgant-Schott (gehörte vor der Gebietsreform zum Landkreis Norden) | Upgant-Schott Siegelsum (1969) | Brookmerland | Wappen der Gemeinde Upgant-Schott   | Lage der Gemeinde Upgant-Schott im Landkreis Aurich                | 24,78    | 3.598     | 145        | 1    | Upgant-Schott Muehle Sterrenberg |
| Wiesmoor (Stadt) (gehörte vor der Gebietsreform zum Landkreis Aurich (Ostfriesland)) (Gründung des Ortes: 1906; Gründung der Gemeinde: 1922; seit 2006: Stadt; mehrere Eingemeindungen zwischen 1922 und 1972) | Wiesmoor Eingemeindungen im Jahr 1972: Marcardsmoor Voßbarg Wiesederfehn (gehörte vor der Gebietsreform zum Landkreis Wittmund) Zwischenbergen |              | Wappen der Stadt Wiesmoor           | Lage der Stadt Wiesmoor im Landkreis Aurich                        | 82,99    | 13,968    | 168        | 11   | Torffördermaschine im Torf- und Siedlungsmuseum Wiesmoor – Wiesmoor entstand infolge der industriellen Abtorfung des Ostfriesischen Zentralhochmoores · Blumenhalle Wiesmoor – infolge der Torfabbaus entstand in Wiesmoor eine sehr große Gärtnerei |
| Wirdum (gehörte vor der Gebietsreform zum Landkreis Norden) | Wirdum | Brookmerland | Wappen der Gemeinde Wirdum          | Lage der Gemeinde Wirdum im Landkreis Aurich                       | 14,94    | 966       | 65         | 0    | Wirdumer Kirche |
| Gemeindefreie Gebiete | Insel Memmert |              |                                     | Lage der Insel Memmert (Gemeindefreies Gebiet) im Landkreis Aurich | 5,17     |           |            |      | Lage der Insel Memmert südwestlich von Juist |